# Гемоксигеназа

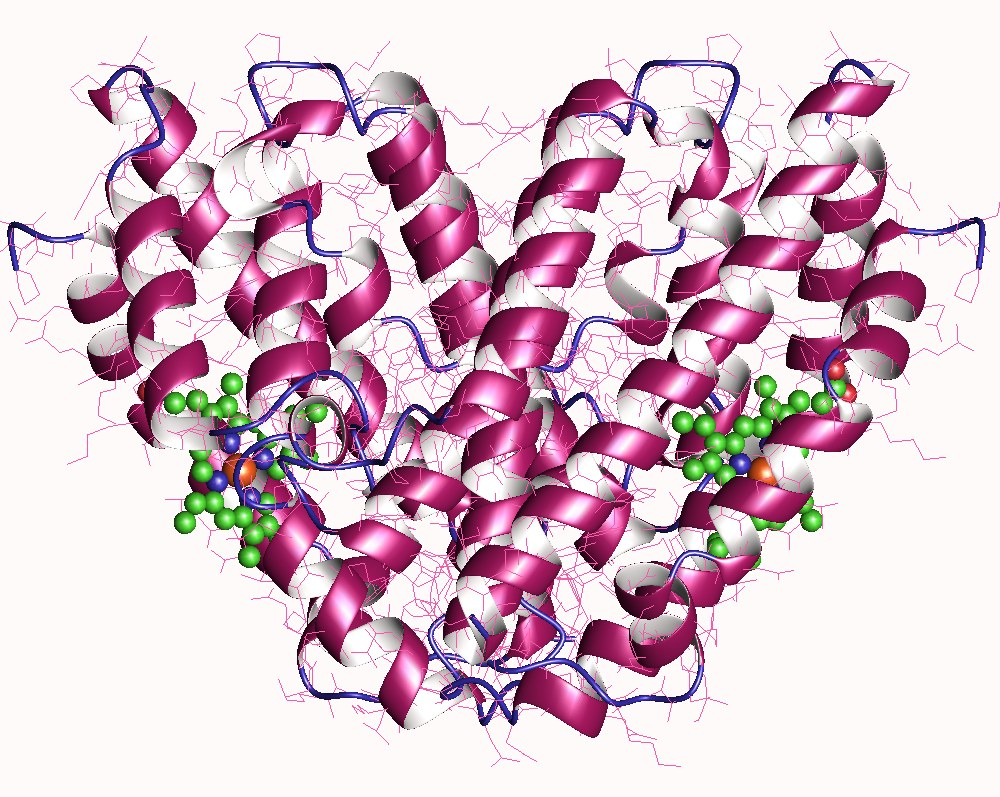
Heme oxygenase I, dimer, Human.

Гемоксигеназа (англ. hemoxygenase, HO, К. Ф. 1.14.99.3) — фермент, що в клітинах селезінки, печінки й кісткового мозку каталізує швидкість-лімітуючий етап деградації гему до монооксиду вуглецю (СО) і білівердину — при цьому після вивільнення заліза і розщеплення гемового кільця один фрагмент вуглецю звільнюється як СО. Звільнене із гему залізо надалі реутилізується, білівердин за участю ферменту білівердинредуктази перетворюється на білірубін, який, у свою чергу — на жовчні пігменти, які виводяться із організму.
Субстратом гемоксигенази є протопорфірин IX — компонент молекул гемоглобіну, міоглобіну, а також цитохромів й низки металовмісних ферментів — каталази, пероксидази, триптофанпіролази, розчинної (цитозольної) гуанілатциклази, NO-синтази тощо [‎1]. Фермент має 3 ізоформи, що кодуються трьома різними генами, для його функціонування необхідні НАДФН, О2 і флавопротеїнредуктаза (цитохром Р-450-редуктаза).

## Біохімічний механізм дії ферменту
Першим етапом є гідроксилювання гему в мікросомальному електронотранспортному ланцюзі за участю НО й цитохрому Р-450. При цьому утворюється α-гідроксигем. На другому етапі відбувається спонтанний розрив порфіринового кільця з утворенням комплекса «білівердин — СО». Комплекс надалі розпадається зі звільненням СО, а білівердин відновлюється ферментом білівердинредуктазою до білірубіну. В процесі гідроксилювання гему бере участь пероксид водню, що генерується в мікросомальному електронотранспортному ланцюзі на рівні його початкової ділянки, де відбувається окиснення НАДФН флавопротеїном.
Швидкість продукції СО в організмі людини — 20 мкмоль/годину. Збільшення цього показника може виявлятися при астмі, бронхоектазії, муковісцидозі, інфекціях дихальних шляхів, ринітах, діабеті, метаболічному синдромі тощо.
НО має високу чутливість до інгібувальної дії СО. Для інгібування активності НО на 50 % достатньо, щоб співвідношення О2/СО складало 0,34. Висока чутливість до СО ферментативних систем, залучених у катаболізм гему (НО й цитохрому Р-450) дозволяє зрозуміти біологічну роль ендогенної продукції СО: ендогенний СО є метаболітом, що регулює швидкість розпаду гемінових структур. А саме, прискорення розпаду гемінових структур супроводжується інтенсифікацією ендогенного утворення СО. Надмірне ендогенне утворення СО спричиняє пригнічення активності НО й цитохрому Р-450 та зниження швидкості деградації гему. Гальмування окисного руйнування тетрапіролових кілець, у свою чергу, зменшує продукцію ендогенного СО й сприяє послабленню його інгібувальної дії на НО й цитохром Р-450. Таким чином, процес розпаду гему, який супроводжується ендогенним утворенням СО, саморегулюється за принципом зворотного зв'язку, що забезпечує відносну постійність в організмі швидкості розпаду порфіринових структур

## Ізоформи гемоксигенази
Індуктивна гемоксигеназа-1 є адаптивним захисним механізмом клітин і тканин проти ушкоджень за різних розладів, що супроводжуються запаленням і оксидативним стресом, за яких зростає вміст вільного гему у крові. Безпосередніми індукторами для синтезу цього ензиму є різноманітні стресові стимули різної природи — гем і гем-похідні, важкі метали, ліпополісахарид, окиснені ліпіди, пероксид водню, деякі цитокіни (IL-1, IL-6, IL-10, TNF-α, інтерферон-γ), гіпоксія, гіпероксія, гіпертермія, електромагнітне й іонізуюче випромінювання тощо. Значна активність НО-1 виявлена в нирках, печінці й селезінці — органах, причетних до руйнування гему. HO-1 вважається мікросомальним білком, локалізованим в ендоплазматичному ретикулумі, проте його також виявляють у цитоплазмі, ядерному матриксі, пероксисомах і мітохондріях клітин зазначених органів. Серед інших функцій НО-1 вартно відмітити наступні. НО-1 відповідає за катаболізм гему «старих» еритроцитів. Він важливий у регуляції клітинної проліферації, диференціювання і апоптозу. НО-1 є білком теплового шоку (за класифікацією цієї групи білків НО-1 має назву HSP32) і виступає цитопротектором за дії окисників. У цілому, фермент має антизапальні і антиоксидантні властивості і може використовуватися як терапевтична мішень, зокрема, при лікуванні серцево-судинних захворювань.
Конститутивна гемоксигеназа-2 присутня у багатьох органах і визначає швидкість деградації гему в нормі. При цьому швидкість-лімітуючим фактором продукції СО за дії НО-2 є вміст вільного гему. НО-2 виявлена у нейронах мозку, в нервових клітинах, які інервують гладеньку мускулатуру, в клітинах ендотеліального шару кровоносних судин, у гепатоцитах і купферівських клітинах печінки. Цей фермент активується комплексом Са2+/КМ і казеїнкіназою ІІ; підвищують експресію гену, що кодує цю ізоформу НО, глюкокортикоїди і опіати.
Функція НО-3 — ще однієї конститутивної ізоформи НО, яка виявлена лише у тканинах щурів (мозок, печінка, нирки, селезінка) — лишається нез'ясованою. Структурно вона є подібною до НО-2, але майже не має каталітичної гемоксигеназної активності.

## Біологічне значення ферменту
Окрім залучення до процесів деградації гему, гемоксигеназа є ферментом, що утворює основну кількість ендогенного монооксиду вуглецю (СО). Цю сполуку розглядають як важливу сигнальну молекулу, що належить до газотрансмітерів [2] і регулює функції численних внутрішньоклітинних білків, у тому числі ферментів та іонних каналів [3].
Біологічними мішенями СО у клітинах є структури, що містять або зв'язують гем [4]. Наприклад, зв'язування СО активує розчинну гуанілатциклазу (sGC), що веде до генерації цГМФ у цитозолі; інгібує відновлену форму НАДФН-оксидази у макрофагах; інгібує цитохром с-оксидазу. Крім того, СО може впливати через гем-зв'язувальні транскрипційні фактори, зокрема, ВАСН1 і NPAS2. Інші мішені, що не містять гему або перехідних металів — наприклад, МАР-кінази — модулюються СО через непрямі механізми, зокрема, за рахунок активації генерування активних форм кисню в дихальному ланцюзі мітохондрій.
СО, який утворюється в гемоксигеназній реакції, проявляє судинорелаксуючі, антипроліферативні, антизапальні впливи, а також в різних умовах може проявляти як про-, так і антиапоптозні властивості.